# Metilceluloză
Metilceluloza (E461) este un compus organic derivat de celuloză (prin procese de metilare). Este utilizat pe post de agent de creștere a vâscozități și ca emulgator în alimente și produse cosmetice, dar este folosit și pentru efectul său laxativ. Analog cu celuloza, nu este toxic și nu se digeră.
În anul 2017, era al 272-lea cel mai prescris medicament în Statele Unite.

## Utilizări medicale
Metilceluloza este utilizată ca laxativ, în tratamentul constipației. Efectele sale se manifestă de obicei în trei zile. Calea de administrare este cea orală, și se administrează cu o cantitate suficientă de apă. Ca efecte adverse, poate induce dureri abdominale. Este un laxativ de volum. Acesta acționează prin creștere în volum, ceea ce duce la creșterea volumului de scaun și implicit la stimularea peristaltismului intestinal.